# Hilary Duff
Hilary Erhard Duff (sinh ngày 28 tháng 9 năm 1987) là nữ diễn viên, ca sĩ, tác giả và doanh nhân người Mỹ. Duff bắt đầu sự nghiệp diễn xuất từ khi còn nhỏ, và nhanh chóng được coi là ngôi sao thần tượng với vai chính trong loạt phim hài Lizzie McGuire (2001–2004) của Disney Channel và trong bộ phim dựa theo loạt phim The Lizzie McGuire Movie (2003). Cô cũng xuất hiện trong nhiều bộ phim đại chúng như Cadet Kelly (2002), Agent Cody Banks (2003), Cheaper by the Dozen (2003), A Cinderella Story (2004) và Cheaper by the Dozen 2 (2005). Sau đó, cô bắt đầu tham gia vào những tác phẩm phim độc lập với nhiều vai diễn trưởng thành hơn, bao gồm War, Inc. (2008), According to Greta (2009), Bloodworth (2011) và The Haunting of Sharon Tate (2019). Duff thủ vai Kelsey Peters trong loạt phim gốc dài tập nhất của TV Land là Younger (2015–2021) và giữ vai trò nhà sản xuất kiêm đóng vai Sophie Tompkins trong phim hài How I Met Your Father (2022–2023) của Hulu.
Album phòng thu đầu tay của cô Santa Claus Lane (2002) với chủ đề Giáng sinh, được phát hành thông qua Buena Vista Records. Sau đó, Duff ký hợp đồng với Hollywood Records và đạt được thành công lớn với album thứ hai Metamorphosis (2003), đứng đầu bảng xếp hạng Billboard 200 và được chứng nhận bốn đĩa Bạch kim bởi Hiệp hội Công nghiệp Ghi âm Hoa Kỳ (RIAA). Cô tiếp tục gặt hái nhiều thành công đáng kể về mặt thương mại với những album tiếp theo như Hilary Duff (2004) và Dignity (2007), cũng như album tuyển tập năm 2005 Most Wanted. Sau một khoảng thời gian gác lại sự nghiệp âm nhạc, Duff ký hợp đồng với  RCA Records để ra mắt album thứ năm của cô Breathe In. Breathe Out. (2015). Duff được ca ngợi là nguồn cảm hứng cho nhiều thần tượng trẻ của Disney Channel về sau như Miley Cyrus, Demi Lovato và Selena Gomez, và đã bán được khoảng 15 triệu bản trên toàn cầu. Billboard xếp cô ở vị trí thứ 73 trong danh sách "100 Nghệ sĩ Nữ Hàng đầu của Thế kỷ 21".
Ngoài âm nhạc và diễn xuất, cô còn đồng sáng tác một loạt ba tiểu thuyết, bắt đầu với Elixir (2010), đứng đầu danh sách Bán chạy nhất của The New York Times, và được tiếp nối bởi Devoted (2011) and True (2013). Thành công của Duff trong ngành công nghiệp giải trí còn tạo điều kiện để cô sáng lập những thương hiệu thời trang của riêng mình như Stuff by Hilary Duff, Femme for DKNY cũng như bộ sưu tập "Muse x Hilary Duff", một nỗ lực hợp tác với GlassesUSA đã thúc đẩy doanh số bán hàng cho dòng sản phẩm cao cấp của hãng. Cô cũng đầu tư vào một số doanh nghiệp từ mỹ phẩm đến sản phẩm dành cho trẻ em.

## Tuổi thơ
Hilary Duff sinh ra ở Houston, Texas là con gái thứ hai của Bob Erhard Duff - chủ một hệ thống bán đồ gia dụng và Susan Colleen Duff - nội trợ. Hilary và chị gái Haylie Duff cùng học diễn kịch. Họ giành được các giải thương địa phương khác nhau. Ở tuổi 8 và 6, chi em nhà Duff tham gia vở ballet The Nutcracker Suite với Columbus Ballet Met ở San Antonio. Chị em họ ngày càng hứng thú với ý tưởng diễn xuất chuyên nghiệp và cuối cùng chị em Duff cùng mẹ đã đi đến California. Ông Bob thì ở lại Houston để chăm lo công việc kinh doanh.

## Diễn xuất

### Điện ảnh
| Năm  | Tựa phim                    | Vai diễn                         | Chú thích                  |
| ---- | --------------------------- | -------------------------------- | -------------------------- |
| 1998 | Casper Meets Wendy          | Wendy                            |                            |
| 1998 | Playing by Heart            | Vai phụ                          | Không được ghi nhận        |
| 2001 | Human Nature                | Young Lila Jute                  |                            |
| 2003 | Agent Cody Banks            | Natalie Connors                  |                            |
| 2003 | The Lizzie McGuire Movie    | Lizzie McGuire / Isabella Parigi |                            |
| 2003 | Cheaper by the Dozen        | Lorraine Baker                   |                            |
| 2004 | A Cinderella Story          | Samantha "Sam" Montgomery        |                            |
| 2004 | Raise Your Voice            | Terri Fletcher                   |                            |
| 2004 | In Search of Santa          | Công chúa Crystal                | Lồng tiếng                 |
| 2005 | The Perfect Man             | Holly Hamilton                   |                            |
| 2005 | Cheaper by the Dozen 2      | Lorraine Baker                   |                            |
| 2006 | Material Girls              | Tanzie Marchetta                 | Cũng là nhà sản xuất       |
| 2008 | War, Inc.                   | Yonica Babyyeah                  |                            |
| 2009 | Stay Cool                   | Shasta O'Neil                    |                            |
| 2009 | What Goes Up                | Lucy Diamond                     |                            |
| 2009 | According to Greta          | Greta                            | Cũng là điều hành sản xuất |
| 2011 | Bloodworth                  | Raven Halfacre                   |                            |
| 2012 | She Wants Me                | Kim Powers                       |                            |
| 2012 | Foodfight!                  | Sunshine Goodness                | Lồng tiếng                 |
| 2012 | Wings                       | Windy                            | Lồng tiếng                 |
| 2014 | Wings: Sky Force Heroes     | Windy                            | Lồng tiếng                 |
| 2016 | Flock of Dudes              | Amanda L. Benson                 |                            |
| 2019 | The Haunting of Sharon Tate | Sharon Tate                      | Cũng là điều hành sản xuất |

### Truyền hình
| Năm       | Tựa phim                                  | Vai diễn                   | Chú thích                                         |
| --------- | ----------------------------------------- | -------------------------- | ------------------------------------------------- |
| 1997      | True Women                                | Vai phụ                    | Phim truyền hình ngắn tập; Không được ghi nhận    |
| 1999      | The Soul Collector                        | Ellie                      | Phim điện ảnh truyền hình                         |
| 2000      | Chicago Hope                              | Jessie Seldon              | Tập: "Cold Hearts"                                |
| 2001–2004 | Lizzie McGuire                            | Elizabeth "Lizzie" McGuire | Vai chính                                         |
| 2001–2005 | Express Yourself                          | Chính mình                 | 9 tập                                             |
| 2002      | Cadet Kelly                               | Kelly Collins              | Phim điện ảnh truyền hình                         |
| 2003–2005 | George Lopez                              | Stephanie / Kenzie         | 2 tập                                             |
| 2003      | American Dreams                           | The Shangri-Las Member     | Tập: "Change a Comin"                             |
| 2004      | Frasier                                   | Britney                    | Lồng tiếng; Tập: "Frasier-Lite"                   |
| 2005      | Joan of Arcadia                           | Dylan Samuels              | Tập: "The Rise & Fall of Joan Girardi"            |
| 2005      | Dear Santa                                | Chính mình                 | Phim điện ảnh truyền hình                         |
| 2006      | Rebelde                                   | Chính mình                 | Tập: "#3.100"                                     |
| 2007      | The Andy Milonakis Show                   | Chính mình                 | Tập: "Andy Moves to L.A."                         |
| 2007      | Hilary Duff: This Is Now                  | Chính mình                 | 2 tập                                             |
| 2009      | Ghost Whisperer                           | Morgan Jeffries            | Tập: "Thrilled to Death"                          |
| 2009      | Law & Order: Special Victims Unit         | Ashlee Walker              | Tập: "Selfish"                                    |
| 2009      | Gossip Girl                               | Olivia Burke               | Vai diễn định kỳ (mùa 3); 6 tập                   |
| 2010      | Beauty & the Briefcase                    | Lane Daniels               | Phim điện ảnh truyền hình; cũng là nhà sản xuất   |
| 2010      | Community                                 | Meghan                     | Tập: "Aerodynamics of Gender"                     |
| 2012      | Project Runway                            | Chính mình                 | Tập: "It's Fashion Baby"                          |
| 2013      | Raising Hope                              | Rachel                     | Tập: "The Old Girl"                               |
| 2013      | Two and a Half Men                        | Stacey                     | Tập: "Cows, Prepare to Be Tipped"                 |
| 2013      | Dora the Explorer                         | Jessica the Ice Witch      | Lồng tiếng; Tập: "Dora's Ice Skating Spectacular" |
| 2014      | The Real Girl's Kitchen                   | Chính mình                 | 3 tập                                             |
| 2015–2021 | Younger                                   | Kelsey Peters              | Vai chính                                         |
| 2016–2017 | The Talk                                  | Chính mình                 | 3 tập                                             |
| 2018      | Who Do You Think You Are?                 | Chính mình                 | Tập ngày "June 4, 2018"                           |
| 2022      | The Bachelor                              | Chính mình                 | Mùa 26; Tập: "Week 2"                             |
| 2022      | My Best Friend's Kitchen with Gaby Dalkin | Chính mình                 | Tập: "Traditional Thanksgiving"                   |
| 2022–2023 | How I Met Your Father                     | Sophie Tompkins            | Vai chính; cũng là nhà sản xuất                   |

### Phim chiếu mạng
| Năm  | Tựa phim                                                             | Vai diễn   | Chú thích |
| ---- | -------------------------------------------------------------------- | ---------- | --- |
| 2009 | The Chase                                                            | Nhiều      | 6 tập; để quảng bá cho dòng quần áo của cô Femme cho DKNY                                                      |
| 2016 | What Last Minute Christmas Shopping Is Really Like (ft. Hilary Duff) | Chính mình | Tiểu phẩm với YouTuber người Canada Lilly Singh                                                                |
| 2018 | Staying Fresh with Hilary Duff                                       | Chính mình | 4 tập; được thực hiện với sự hợp tác của Walmart và Tastemade để giáo dục người xem về các mẹo mua sắm tạp hóa |
| 2020 | Lady Parts                                                           | Chính mình | Tập: "How to Survive Puberty"                                                                                  |

## Danh sách đĩa nhạc
- Santa Claus Lane (2002)
- Metamorphosis (2003)
- Hilary Duff (2004)
- Dignity (2007)
- Breathe In. Breathe Out. (2015)

## Lưu diễn
- Metamorphosis Tour (2003–2004)
- Most Wanted Tour (2004–2005)
- Still Most Wanted Tour (2005–2006)
- Dignity Tour (2007–2008)

## Tác phẩm đã viết
- Elixir Trilogy
  - Elixir (2010) (Sách 1)
  - Devoted (2011) (Sách 2)
  - True (2013) (Sách 3)
- Các tác phẩm đã xuất bản khác
  - My Little Brave Girl (2021)[10]
  - My Little Sweet Boy (2023)[11]